# Poimenski seznam evroposlancev iz Nizozemske
Poimenski seznam evroposlancev iz Nizozemske.

## Seznam
| Ime                        | Stranka | Mandat(i)       |
| Bastiaan Belder            | Evropa demokracij in raznolikosti Samostojnost in demokracija                                              | 1999-2004 -2009 |
| Margrietus van den Berg    | Stranka evropskih socialistov                                                                              | 1999-2004 -2009 |
| Thijs Berman               | Stranka evropskih socialistov                                                                              | 2004-2009       |
| Johannes Blokland          | Evropa demokracij in raznolikosti Samostojnost in demokracija                                              | 1999-2004 -2009 |
| Johanna L.A. Boogerd-quaak | Evropska liberalna, demokratska in reformna stranka                                                        | 1999-2004       |
| Bob van den Bos            | Evropska liberalna, demokratska in reformna stranka                                                        | 1999-2004       |
| Theodorus J.J. Bouwman     | Skupina Zelenih-Evropska svobodna zveza                                                                    | 1999-2004       |
| Emine Bozkurt              | Stranka evropskih socialistov                                                                              | 2004-2009       |
| Cees Bremmer               | Evropska ljudska stranka - Evropski demokrati                                                              | 1999-2004       |
| Paul van Buitenen          | Skupina Zelenih-Evropska svobodna zveza                                                                    | 2004-2009       |
| Kathalijne Maria Buitenweg | Skupina Zelenih-Evropska svobodna zveza                                                                    | 1999-2004       |
| Ieke van den Burg          | Stranka evropskih socialistov                                                                              | 1999-2004 -2009 |
| Dorette Corbey             | Stranka evropskih socialistov                                                                              | 1999-2004 -2009 |
| Rijk van Dam               | Evropa demokracij in raznolikosti                                                                          | 1999-2004       |
| Bert Doorn                 | Evropska ljudska stranka - Evropski demokrati                                                              | 1999-2004 -2009 |
| Camiel Eurlings            | Evropska ljudska stranka - Evropski demokrati                                                              | 2004-2009       |
| Els de Groen-Kouwenhoven   | Skupina Zelenih-Evropska svobodna zveza                                                                    | 2004-2009       |
| Jeanine Hennis-Plasschaert | Skupina zavezništva liberalcev in demokratov za Evropo                                                     | 2004-2009       |
| Michiel van Hulten         | Stranka evropskih socialistov                                                                              | 1999-2004       |
| Sophia Helena in 't Veld   | Skupina zavezništva liberalcev in demokratov za Evropo                                                     | 2004-2009       |
| Joost Lagendijk            | Skupina Zelenih-Evropska svobodna zveza                                                                    | 1999-2004 -2009 |
| Kartika Liotard            | Evropska združena levica – Zelena nordijska levica                                                         | 2004-2009       |
| Albert Jan Maat            | Evropska ljudska stranka - Evropski demokrati                                                              | 1999-2004 -2009 |
| Jules Maaten               | Evropska liberalna, demokratska in reformna stranka Skupina zavezništva liberalcev in demokratov za Evropo | 1999-2004 -2009 |
| Toine Manders              | Evropska liberalna, demokratska in reformna stranka Skupina zavezništva liberalcev in demokratov za Evropo | 1999-2004 -2009 |
| Maria Martens              | Evropska ljudska stranka - Evropski demokrati                                                              | 1999-2004 -2009 |
| Edith Mastenbroek          | Stranka evropskih socialistov                                                                              | 2004-2009       |
| Erik Meijer                | Evropska združena levica – Zelena nordijska levica                                                         | 1999-2004 -2009 |
| Jan Mulder                 | Evropska liberalna, demokratska in reformna stranka Skupina zavezništva liberalcev in demokratov za Evropo | 1999-2004 -2009 |
| Lambert van Nistelrooij    | Evropska ljudska stranka - Evropski demokrati                                                              | 2004-2009       |
| Ria Oomen-Ruijten          | Evropska ljudska stranka - Evropski demokrati                                                              | 1999-2004 -2009 |
| Arie M. Oostlander         | Evropska ljudska stranka - Evropski demokrati                                                              | 1999-2004       |
| Peter Pex                  | Evropska ljudska stranka - Evropski demokrati                                                              | 1999-2004       |
| Elly Plooij-van Gorsel     | Evropska liberalna, demokratska in reformna stranka                                                        | 1999-2004       |
| Bartho Pronk               | Evropska ljudska stranka - Evropski demokrati                                                              | 1999-2004       |
| Alexander de Roo           | Skupina Zelenih-Evropska svobodna zveza                                                                    | 1999-2004       |
| Marieke Sanders-Ten Holte  | Evropska liberalna, demokratska in reformna stranka                                                        | 1999-2004       |
| Joke Swiebel               | Stranka evropskih socialistov                                                                              | 1999-2004       |
| W.G. van Velzen            | Evropska ljudska stranka - Evropski demokrati                                                              | 1999-2004       |
| Herman Vermeer             | Evropska liberalna, demokratska in reformna stranka                                                        | 1999-2004       |
| Jan Marinus Wiersma        | Stranka evropskih socialistov                                                                              | 1999-2004 -2009 |
| Corien Wortmann-Kool       | Evropska ljudska stranka - Evropski demokrati                                                              | 2004-2009       |